# Cesare Fiorio
Cesare Fiorio, född 26 maj 1939 i Turin, är en italiensk racerförare och stallchef inom bilsporten. Han är far till rallyföraren
Alex Fiorio.

## Motorsport
Fiorio tävlade i GT-racing med Lancia i början av 1960-talet. Han gick vidare och grundade Lancias rallyteam som skördade stora framgångar under 1970- och 1980-talet. Sedan Lancias ägare Fiat köpt upp även Alfa Romeo blev han ansvarig för tävlingsavdelningen Alfa Corse 1988.
1989 tog han över som stallchef för Ferraris formel 1-stall Scuderia Ferrari. Senare under 1990-talet var han stallchef för Ligier och Minardi.